# Puppenkornschnecke
Die Puppenkornschnecke (Granopupa granum) ist eine Art der Kornschnecken (Chondrinidae) aus der Unterordnung der Landlungenschnecken (Stylommatophora). Es handelt sich um die Typusart der monotypischen Gattung Granopupa O. Boettger, 1889. Die Puppenkornschnecke hat ein riesiges Verbreitungsgebiet, das von den Kanarischen Inseln im Westen bis nach Afghanistan im Osten reicht.

## Merkmale
Das Gehäuse der Puppenkornschnecke ist 3,5 bis 5,5 mm hoch und 1,4 bis 1,8 mm breit. Es besitzt 6 bis 8 Windungen, von denen die ersten drei bis vier Windungen stark gewölbt sind; die folgenden Windungen sind schwächer gewölbt. Die letzten zwei bis drei Windungen sind zudem an der Peripherie leicht abgeflacht und nehmen im Durchmesser nicht mehr oder nur sehr wenig zu. Das Gehäuse ist hornfarben bis schwach rötlich-braun gefärbt und kaum durchscheinend. Die Oberfläche ist mehr oder weniger regelmäßig mit dicht stehenden feinen bis groben Rippen bedeckt. Der Mundsaum ist nur schwach umgebogen und kaum verdickt. Die äußere Lippe ist in der Parietalregion unterbrochen. Die Mündungsränder sind parietal durch einen schwachen, oft kaum sichtbaren Kallus miteinander verbunden. Die Mündung ist mit bis zu sieben „Zähnen“ oder Lamellen bewehrt: eine hohe parietale Lamelle, ein schwacher, oft auch fehlender Angularhöcker, eine schwache Spirallamelle, eine (obere) Spindellamelle, die oft kräftiger entwickelt ist als die untere Spindellamelle, eine untere Gaumenlamelle, die höher und länger ist als die obere Gaumenlamelle, eine suprapalatale Lamelle und eine kleine infrapalatale Lamelle, die auch fehlen kann. Sie stehen tief in der Mündung und sind mit der Außenlippe nicht verbunden.
Im männlichen Trakt des Geschlechtsapparates weist der Penis einen Epiphallus auf, der etwa die Hälfte der Penislänge einnimmt. Der Übergang Penis/Epiphallus ist deutlich durch einen Knick markiert. Ein Blindsack (Caecum oder Flagellum) ist nicht ausgebildet. Auch ein Penisretraktormuskel fehlt. Die Innenwand der Penisröhre ist mit breiten Längsfalten (oder Pilastern) versehen. Im weiblichen Teil ist der freie Eileiter sehr kurz, die Vagina ist nur mäßig lang (kürzer als die Penislänge). Die Samenblase (Spermathek) erreicht die Albumindrüse nicht, der lange Stiel ist im oberen Teil in die Prostatadrüse eingebettet. Eine Halbquerreihe der Radula weist einen Zentralzahn und 12 bis 16 Seitenzähne auf.
Der kleine Weichkörper (im Verhältnis zur Gehäusegröße) ist grau oder braun gefärbt mit helleren Seiten und einem helleren Fuß. Die oberen Tentakeln sind relativ lang, dagegen sind die unteren Tentakeln sehr kurz und konisch geformt.

### Ähnliche Arten
Die Puppenkornschnecke ist die kleinste Art (und Gattung) der Kornschnecken. In den übrigen Gehäusemerkmalen unterscheidet sie sich nicht oder nur wenig von den anderen Gattungen. Sie lässt sich jedoch anhand von anatomischen Merkmalen von Chondrina und Rupestrella unterscheiden.

## Geographische Verbreitung und Lebensraum
Das Verbreitungsgebiet der Puppenkornschnecke reicht von den Kanarischen Inseln im Westen bis nach Afghanistan. Im Norden zieht sich das Areal bis nach Südfrankreich und die Südwestschweiz (Kanton Wallis), weiter im Osten bis auf die Krim und den Kaukasus. Die Südgrenze verläuft in Nordafrika von Marokko im Westen bis Tunesien im Osten. Im Osten sind Vorkommen in Israel, Jordanien, der Arabischen Halbinsel und Somalia bekannt. Außerdem kennt man ein Vorkommen auf der Insel Ascension im Südatlantik, wo die Art durch den Menschen eingeschleppt wurde. Auch aus Südafrika wurde Material publiziert, das zur Puppenkornschnecke zu rechnen ist. Auch hier ist wohl anthropogene Verschleppung anzunehmen.
Die Puppenkornschnecke lebt an trockenen offenen Standorten auf felsigem oder rasigem, kalkhaltigem Untergrund. In der Schweiz steigt sie bis auf 1000 m über Meereshöhe an.

## Taxonomie
Das Taxon Granopupa wurde 1889 von Oskar Boettger vorgeschlagen. Es wurde 1998 von Anatolij Schileyko als Untergattung in die Gattung Chondrina gestellt. Dem sind spätere Autoren nicht gefolgt und auch die Fauna Europaea fasst Granopupa als eigenständige Gattung auf.
Das Taxon Pupa granum wurde 1801 von Jacques Philippe Raymond Draparnaud aufgestellt. Die Fauna Europaea verzeichnet für Granopupa granum folgende Synonyme:
- Pupa aemula E. von Martens, 1872
- Pupa granum var. bulimiformis Mousson, 1872
- Pupa columnella Locard, 1894
- Pupa granum var. diluta Westerlund, 1878
- Pupa graniformis Chatenier, 1888
- Pupa (Modicella) gratiosa Westerlund, 1898
- Pupa (Torquilla) krueperi Westerlund, 1894
- Pupa lopedusae Monterosato, 1892
- Pupa granum var. meridionalis Adami, 1886
- Pupa granum f. minor Bourguignat, 1864
- Pupa subulata var. poulseni Westerlund, 1887
- Pupa (Torquilla) profuga Westerlund, 1898
- Pupa (Torquilla) retracta Westerlund, 1892
- Pupa sardoa Cantraine, 1840
- Pupa saulcyi Bourguignat, 1852
- Pupa (Torquilla) retracta var. semidens Westerlund, 1892
- Pupa subulata Bivona, 1840
- Pupa granum f. tetrodon Westerlund, 1887
- Pupa granum var. turbiana Caziot, 1910

## Gefährdung
Die Puppenkornschnecke wird in der Schweiz als gefährdet eingestuft (Welter Schultes).

## Belege

### Online
- AnimalBase - Granopupa Boettger, 1889
- AnimalBase - Granopupa granum (Draparnaud, 1801)